# José Borrelli
Juan José Borrelli (San Isidro, 8 novembre 1970) è un ex calciatore argentino, di ruolo centrocampista.

## Carriera

### Nazionale
Ha partecipato alla Coppa America del 1995.

## Palmarès

### Club

#### Competizioni nazionali
- Campionato greco: 2

Panathinaikos: 1994-1995, 1995-1996
- Coppa di Grecia: 3

Panathinaikos: 1992-1993, 1993-1994, 1994-1995
- Supercoppa di Grecia: 2

Panathinaikos: 1993, 1994

#### Competizioni internazionali
- Supercoppa Sudamericana: 1

River Plate: 1997
- Coppa Mercosur: 1

San Lorenzo: 2001

### Individuale
- Capocannoniere della Supercoppa Sudamericana: 1

1991 (3 gol, a pari merito con Gaúcho, Charles e Sergio Martínez)
- Equipo Ideal de América: 1

1991